# سوسانا هاركر
سوسانا هاركر (بالإنجليزية: Susannah Harker)‏ هي ممثلة إنجليزية ولدت في يوم 26 أبريل 1965 في مدينة لندن عاصمة المملكة المتحدة، ترشحت لنيل جائزة بافتا لأدائها لدور ماتي ستورين في مسلسل منزل الأوراق في سنة 1990، هاركر هي الزوجة السابقة للممثل الأسكتلندي إيان غلين، كما أنها إرتبطت بالممثل بول مكغان.

## وصلات خارجية
- سوسانا هاركر على موقع IMDb (الإنجليزية)
- سوسانا هاركر على موقع روتن توميتوز (الإنجليزية)
- سوسانا هاركر على موقع ألو سيني (الفرنسية)
- سوسانا هاركر على موقع ميوزك برينز (الإنجليزية)
- سوسانا هاركر على موقع أول موفي (الإنجليزية)
- سوسانا هاركر على موقع قاعدة بيانات الأفلام السويدية (السويدية)
- سوسانا هاركر على موقع ديسكوغز (الإنجليزية)
- سوسانا هاركر على موقع قاعدة بيانات الفيلم (الإنجليزية)
- سوسانا هاركر على موقع كينوبويسك (الروسية)

- http://www.imdb.com/name/nm0363117/